# 聖サナシト聖堂

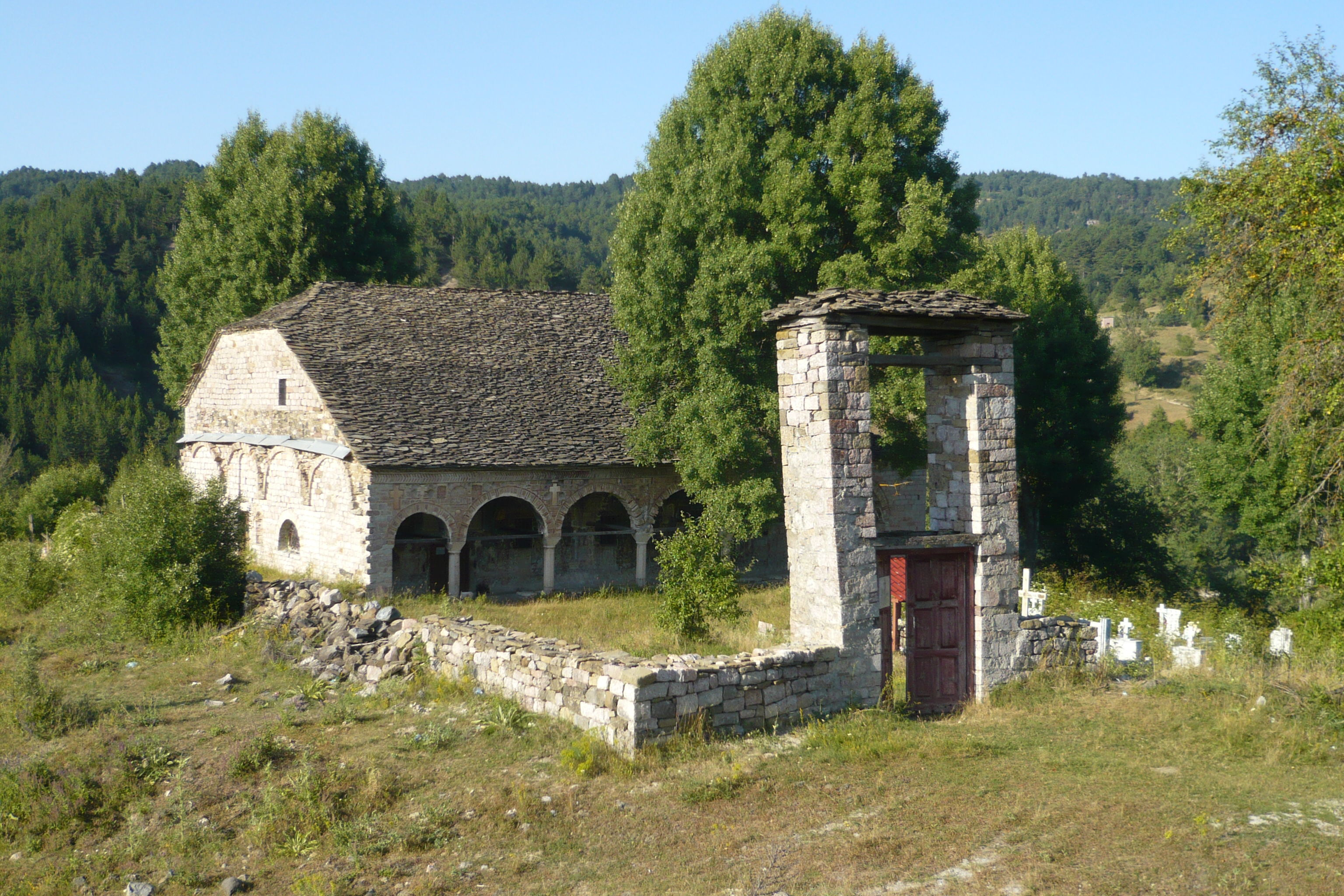
聖サナシト聖堂

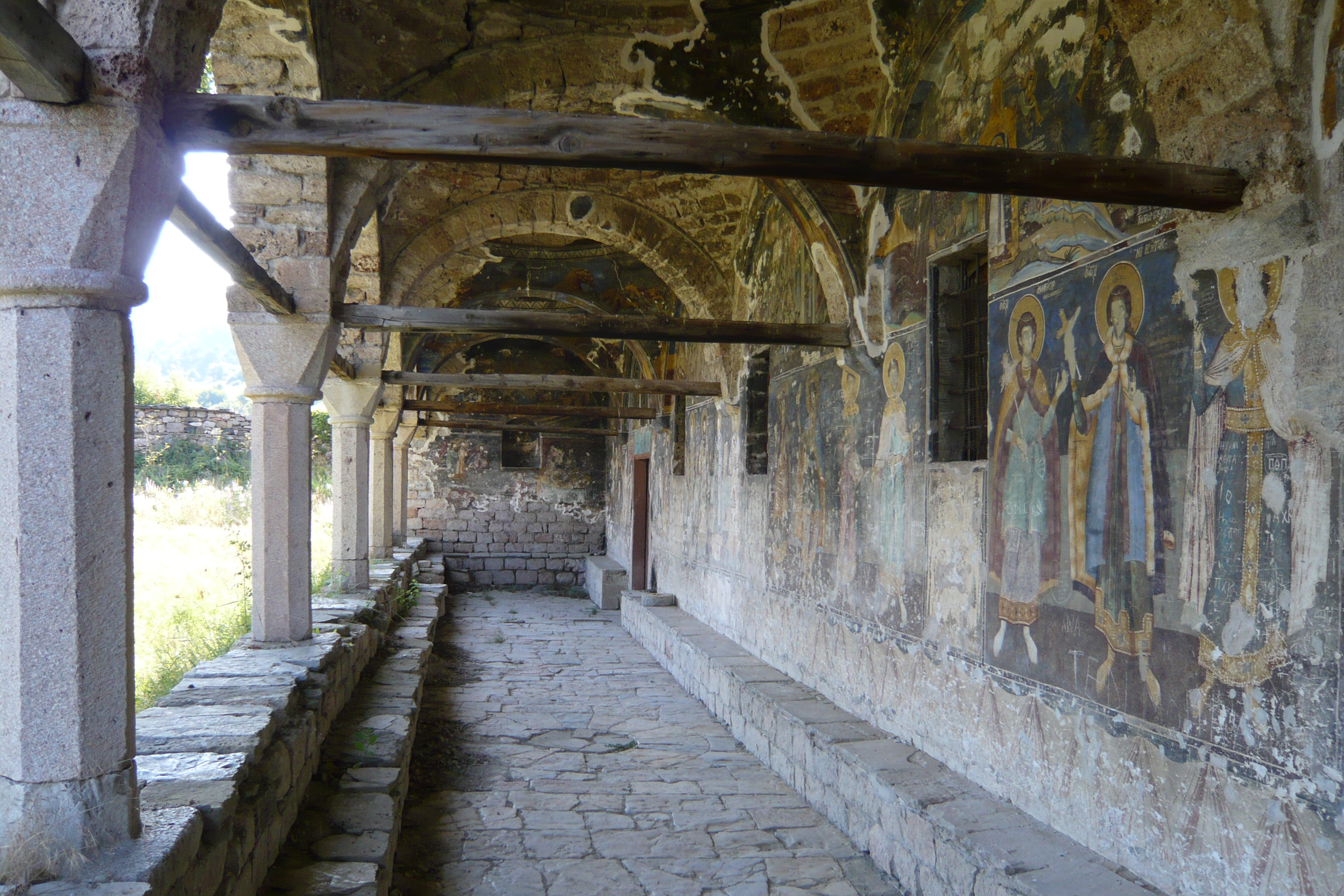
聖サナシト聖堂

聖サナシト聖堂(アルバニア語: Kisha e Shën Thanasit, ギリシア語: Ναός Αγίου Αθανασίου)は、ヴォスコパヤ（Voskopoja）にある、正教会の聖堂。1721年に建立された。聖堂は現在、ヴォスコパヤの墓地教会として機能している。
聖堂はアルバニア文化記念物として指定されたが、ここ20年間の間にイコンが5度、盗難に遭っている。最後に聖堂から盗まれたイコンは、1724年に描かれたイコンであった。